# پاپیتال
پاپیتال، عَشَقهٔ معمولی، پیچک معمولی، پیچک انگلیسی یا داردوست معمولی با نام علمی Hedera helix، گیاهی است گلدار و دولپه‌ای از سرده عشقه از تیره عشقه‌ایان. این گیاه پیچنده و بالارونده، در صورت نزدیک بودن به یک درخت، دیوار، داربست یا صخره از آن بالا می‌رود، در غیر این صورت روی زمین می‌خزد. پاپیتال دارای برگ‌های سبز و قلبی شکل است.
طول بزرگ‌ترین ساقه بالارونده یا خزنده این پیچک به پنجاه متر هم می‌رسد. گل‌های این گیاه به رنگ زرد مایل به سبز است که ۸ تا ۱۰ سال بعد از کاشت آن ظاهر می‌شوند. عمر عشقه۴۰۰ تا ۵۰۰ سال و حتی ۱۰۰۰ سال گزارش شده است. میوه رسیده آن دارای مواد سمی است. این گیاه بومی آسیا، اروپا و شمال ایران است. این گیاه بومی بیشتر مناطق اروپا و برخی بخش‌های آسیای غربی بومی است. محل رویش این گیاه در ایران جنگل‌های شمالی از آستارا تا گرگان و نیز در تهران می‌باشد. این گیاه در مناطق کوهستانی مرطوب، کنار جویبارها و زمین‌های مرطوب می‌روید. بهتر است از بالاروی پاپیتال از درختان جلوگیری کرد (و یا آن را به صورت کنترل شده هدایت کرد) زیرا تجمع ساقه‌های پاپیتال روی تنه درخت سبب خشک شدن درخت می‌شود.

## توصیف
پاپیتال یک گیاه همیشه‌سبز است که در جایی که سطوح مناسبی مانند درختان، تپه‌های سنگی و دیوارها موجود باشد، به ارتفاع ۲۰–۳۰ متر هم می‌رسد و در جاهایی که سطوح عمودی وجود ندارد، به عنوان پوشش زمین رشد می‌کند.
این گیاه با استفاده از ریشه‌های هوایی به سطح چسبیده و بالا می‌رود. توانایی بالا رفتن روی سطوح بسته به گونه گیاه و عوامل دیگر متفاوت است. پاپیتال سطوح غیرتابنده، تیره و ناهموار با pH نزدیک به خنثی را ترجیح می‌دهد. به‌طور کلی، این گیاه در دامنه وسیعی از pH خاک رشد می‌کند و pH ۶٫۵ بهترین حالت را دارد و به مناطق مرطوب و سایه‌دار نیاز دارد و از تابش مستقیم خورشید اجتناب می‌کند، زیرا این امر باعث خشک شدن در زمستان می‌شود.
برگ‌ها ۵۰–۱۰۰ میلی‌متر (۲–۴ اینچ) طول دارند و دمبرگ‌ها طولی حدود ۱۵–۲۰ میلی‌متر دارند. گل‌های این گیاه از اواخر تابستان تا پایان پاییز تولید می‌شوند که کوچک و خوشه ای با رنگ سبز و -زرد و با مقدار زیادی شیره شکوفا شده و حشرات را به خود جلب می‌کنند.

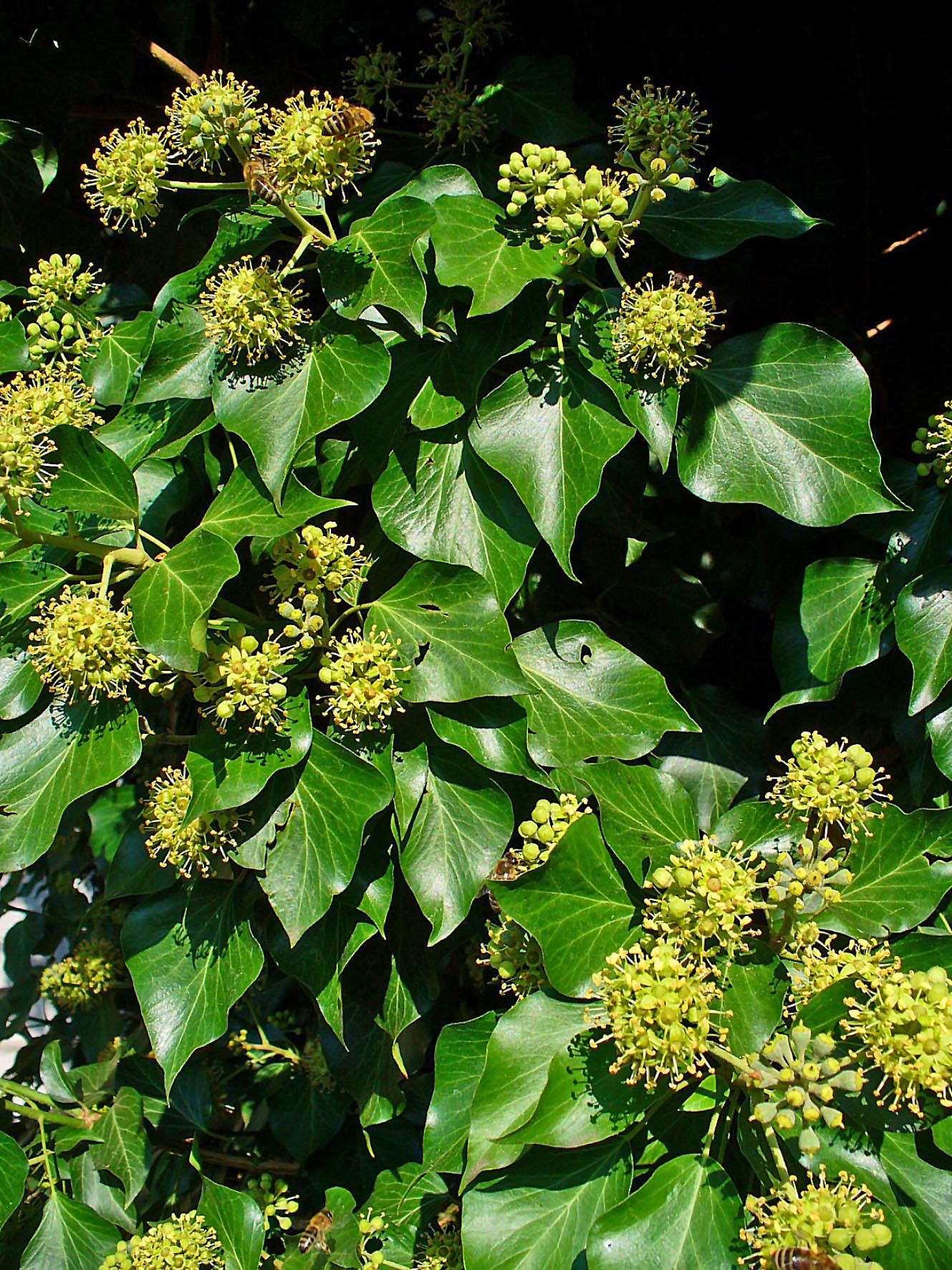
گونه ای از پایپیتال که در جنگل‌های شمال ایران به‌طور خودرو پرورش می‌یابد.

میوه‌ها نیز گرد و به رنگ سیاه بنفش یا نارنجی با قطر ۶–۸ میلی‌متر هستند که در پاییز آخر رسیده و منبع غذایی مهمی برای پرندگان هستند. هر میوه بین ۱ تا ۵ دانه دارد که پس از خورده شدن توسط پرندگان پخش می‌شوند.

## پرورش

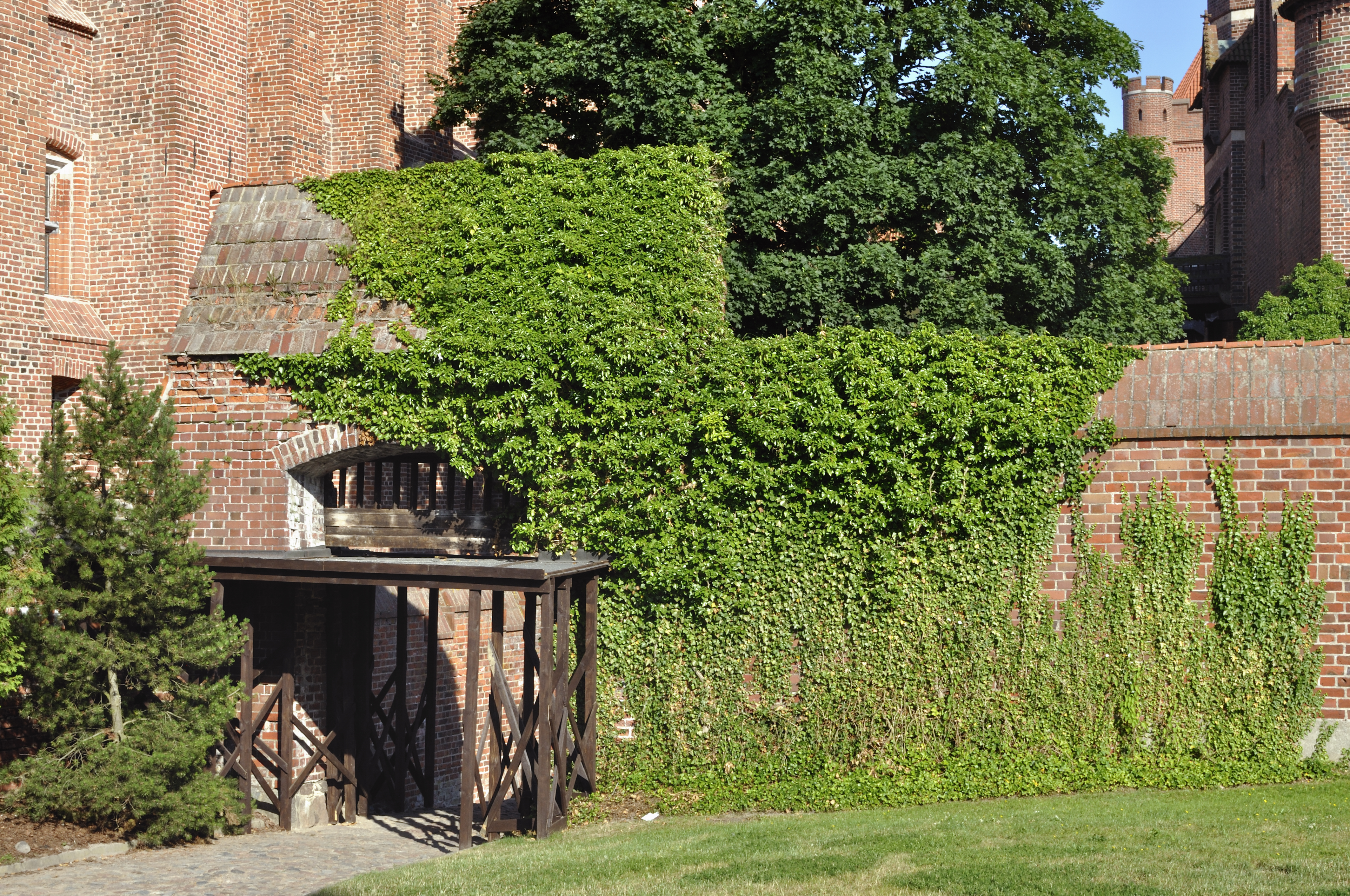
نمونه ای پوشش دیوار با پاپیتال

گیاه پاپیتال به‌طور گسترده به عنوان گیاه زینتی کشت می‌شود. در محدوده بومی خود، این گونه به دلیل جذب حیوانات وحشی بسیار ارزشمند است.
گل‌های آن توسط بیش از ۷۰ گونه حشره‌ای مورد استفاده قرار می‌گیرد و میوه‌های آن توسط گونه‌های مختلف پرنده خورده می‌شود. برگ‌های گیاه پوشش همیشه‌سبزی پرتراکم ارائه می‌دهند و در اروپا توسط گوزن‌ها نیز مورد مصرف قرار می‌گیرند.
در بسیاری از مناطق برای پوشاندن دیوارها کشت می‌شود.
در آلمان دولت محلی ایالت باواریا توصیه می‌کند که این گیاه را روی ساختمان‌ها کشت کنند، زیرا توانایی آن در خنک کردن داخل ساختمان در تابستان، ایزولاسیون در زمستان و محافظت از ساختمان از رطوبت خاک، نوسانات دمایی و مواجهه مستقیم با آب‌وهوای سخت است. کاربردهای دیگر شامل کنترل علف‌های هرز در کشت‌ها، زیباسازی و رشد روی ساقه درختان است.
با این حال، پاپیتال می‌تواند مشکل‌ساز باشد. این گیاه سریع‌الرشد و چسبنده است که می‌تواند به ساختمان‌ها، سیستم‌های لوله‌کشی آب و غیره آسیب برساند و عیوب ساختاری جدی را پنهان کند،
همچنین می‌تواند حیوانات وحشی را به خود جلب کند.

## شرایط رشد و نگهداری[۱۰]

### نور
مکان ایده‌آل برای قرار دادن گیاه رونده پاپیتال، مکانی خنک است. پاپیتال خیلی طرفدار گرما نیست، بنابراین کنار یک پنجره نورگیر گرم و یک رادیاتور روشن جای خوبی برای آن نخواهد بود. با اینکه اهل سرماست، اما عاشق نور هم هست، به همین دلیل یک اتاق روشن که نور غیرمستقیم خورشید را دریافت می‌کند برای آن بسیار ایده‌آل است. پاپیتال حتی در سایه نسبی هم رشدی فوق‌العاده دارد. گیاه پاپیتال یا عشقه در نور زیاد، سایه و تقریباً هر نوع خاکی خوشحال و راضی است. ولی بیشتر قرار گرفتن در کنار پنجرهٔ نورگیر را دوست دارد. در صورت نگهداری پاپیتال در منزل دقت کنید، پاپیتال ابلق نسبت به پاپیتال سبز به نور بیشتری نیاز دارد.

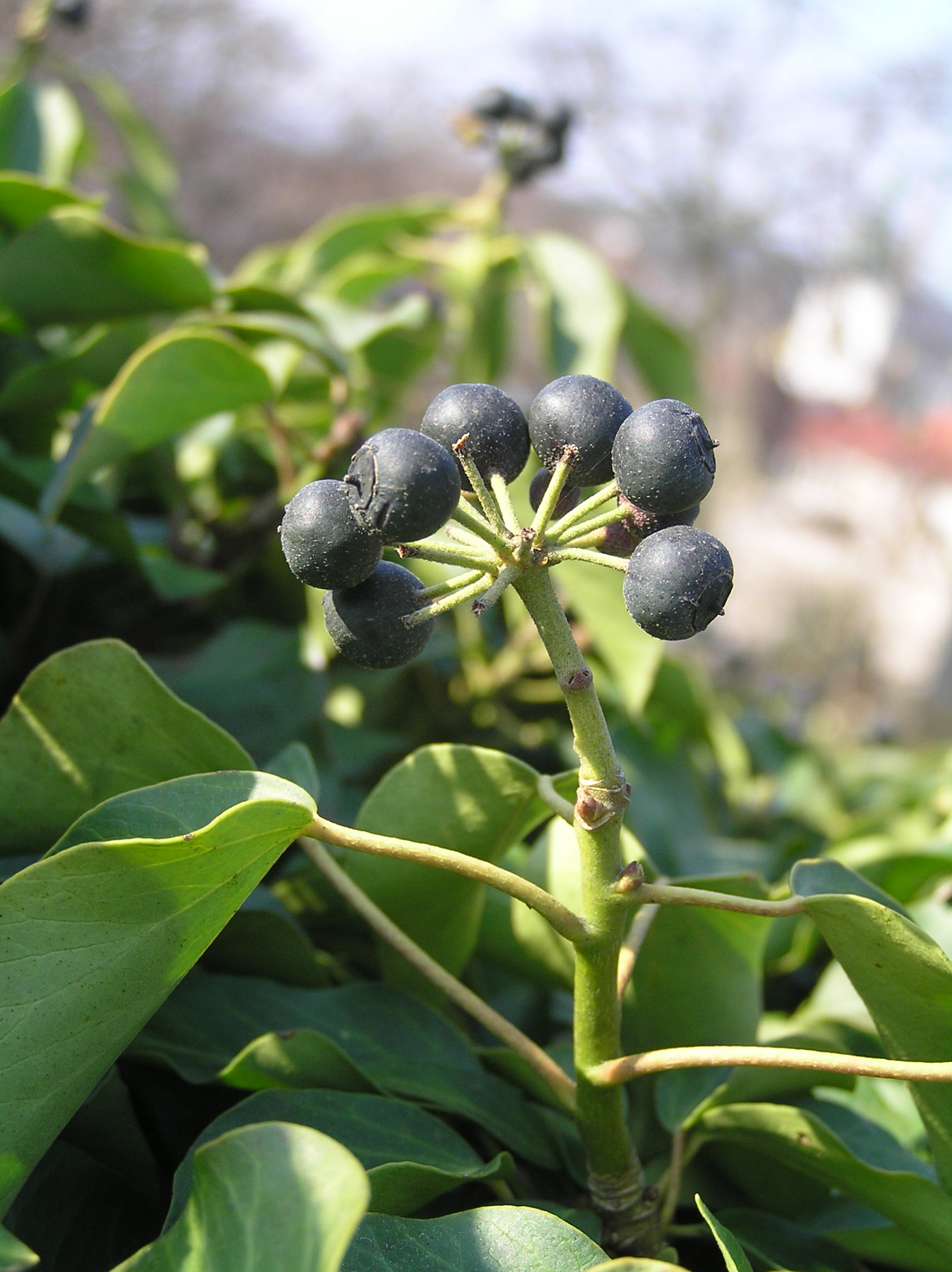
میوه گیاه پاپیتال

### آبیاری
گل پاپیتال ابلق هم مانند بسیاری از گیاهان دیگر از غرقاب شدن خوشش نمی‌آید. همیشه سعی کنید خاک آن را مرطوب نگه دارید، نه خیس. دقت گنید آبیاری زیار باعث ایجاد لکه‌های قهوه ای روی برگ عشقه می‌شود. اگر خیلی در زمینه آبیاری گیاهان مهارت و تجربه ندارید، می‌توانید برای جلوگیری از بروز مشکلات احتمالی ناشی از آبیاری زیاد کمی سنگ و ماسه به خاک اضافه کنید. این کار به عبور آب کمک می‌کند.
استفاده از خاک رس منبسط شده هم ایده خوبی است. بخصوص برای مناطق گرم و خشک، چون رس آب را در خود ذخیره کرده و در نتیجه گیاه می‌تواند در دوران خشکی از آن استفاده کند. دانه‌های رس منبسط شده لیکا نام دارند. لیکا می‌تواند به عنوان ذخیره کننده آب برای گیاهان عمل کند و به خوبی از خیس ماندن خاک جلوگیری کند.

### دما
دمای حدوداً ۱۸ درجه سانتی‌گراد با کمی رطوبت هوا برای آن مناسب است. چون در نور کم هم رشد خوبی دارد و در عین حال به مرطوب بودن هوا نیاز دارد، می‌توانید آن را در حمام نیز قرار دهید. در غیر این صورت فراموش نکنید که مرتباً هوای محیط را مرطوب نگه دارید.
گیاه پاپیتال دمای زیر صفر درجه را نمی‌تواند تحمل کند و در گرمای زیاد هم دچار سوختگی برگها می‌شود و دمای ایده‌آل برای آن ۱۶–۲۵ درجه می‌باشد.

### خاک

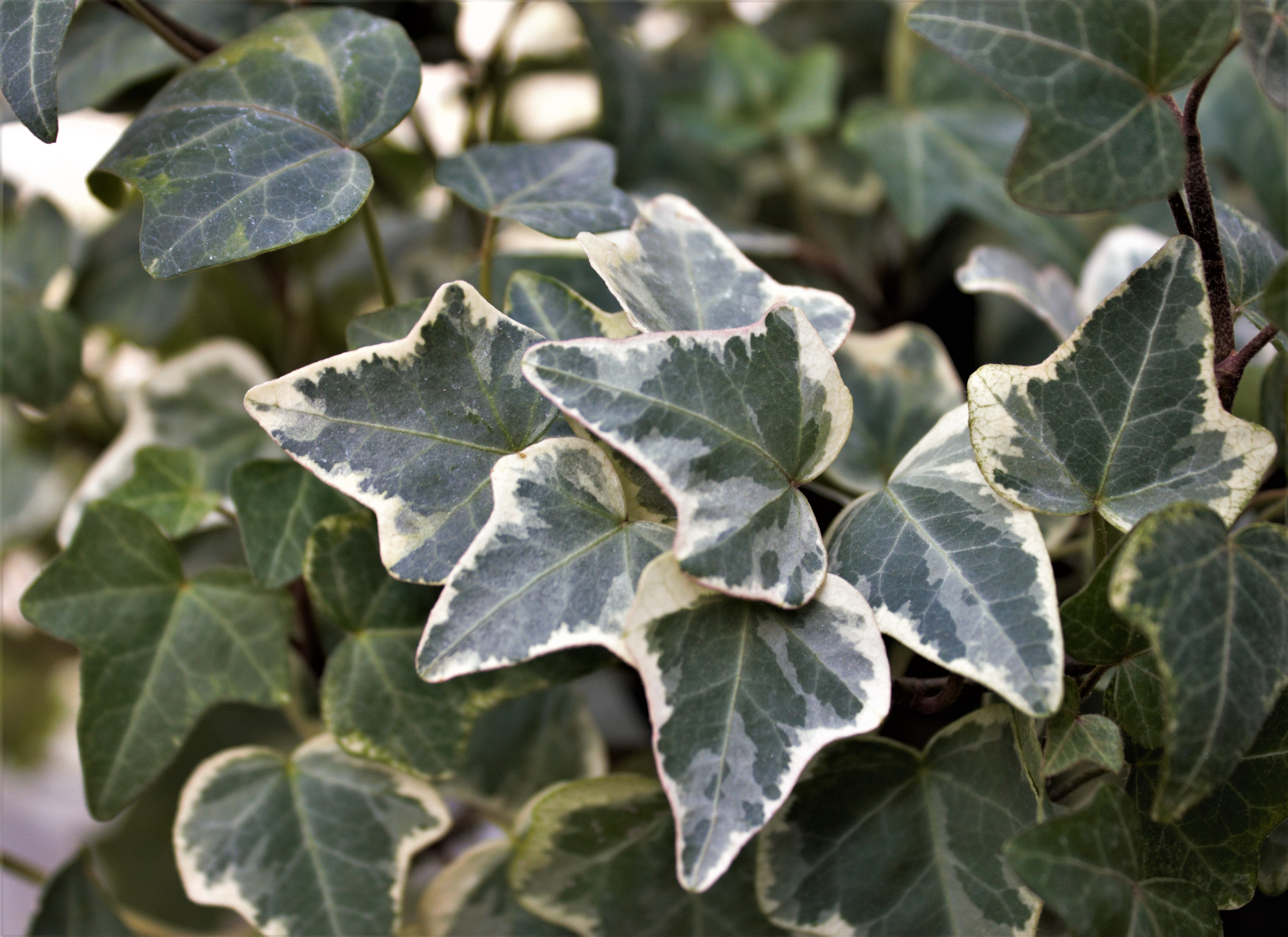
یک گونه ابلق از گیاه پاپیتال

به عنوان یک گیاه کم دردسر، خاک گل معمولی برای پاپیتال مناسب است. برای تقویت بیشتر گیاه، می‌توانید از کود تراشه شاخ حیوانات نیز استفاده کنید. متخلخل بودن خاک بسیار مهم است، یک خاک خوب باید بتواند آب را از خود عبور دهد و غرق در آب باقی نماند.

### تکثیر
متداول‌ترین روش تکثیر گیاه پاپیتال، قلمه زدن آن است. قلمه‌ها را در آب یا خاک مرطوب قرار داده تا ریشه دار شوند. بهترین زمان این کار اواخر مرداد تا اواخر مهر ماه است. باید قلمه‌ها را دور از نور خورشید قرار دهید ولی محیط نگهداری باید کاملاً گرم باشد سپس در ترکیب ماسه و پیت باید قلمه‌ها قرار گیرند و حدود ۴ تا ۶ هفته صبر کنید تا گیاه ریشه دهد.
تکثیر گیاه پاپبتال از طریق بذر کمتر رایج است اما در شرایط خاص می‌توان از بذرهای پاپیتال استفاده کرد.

### هرس

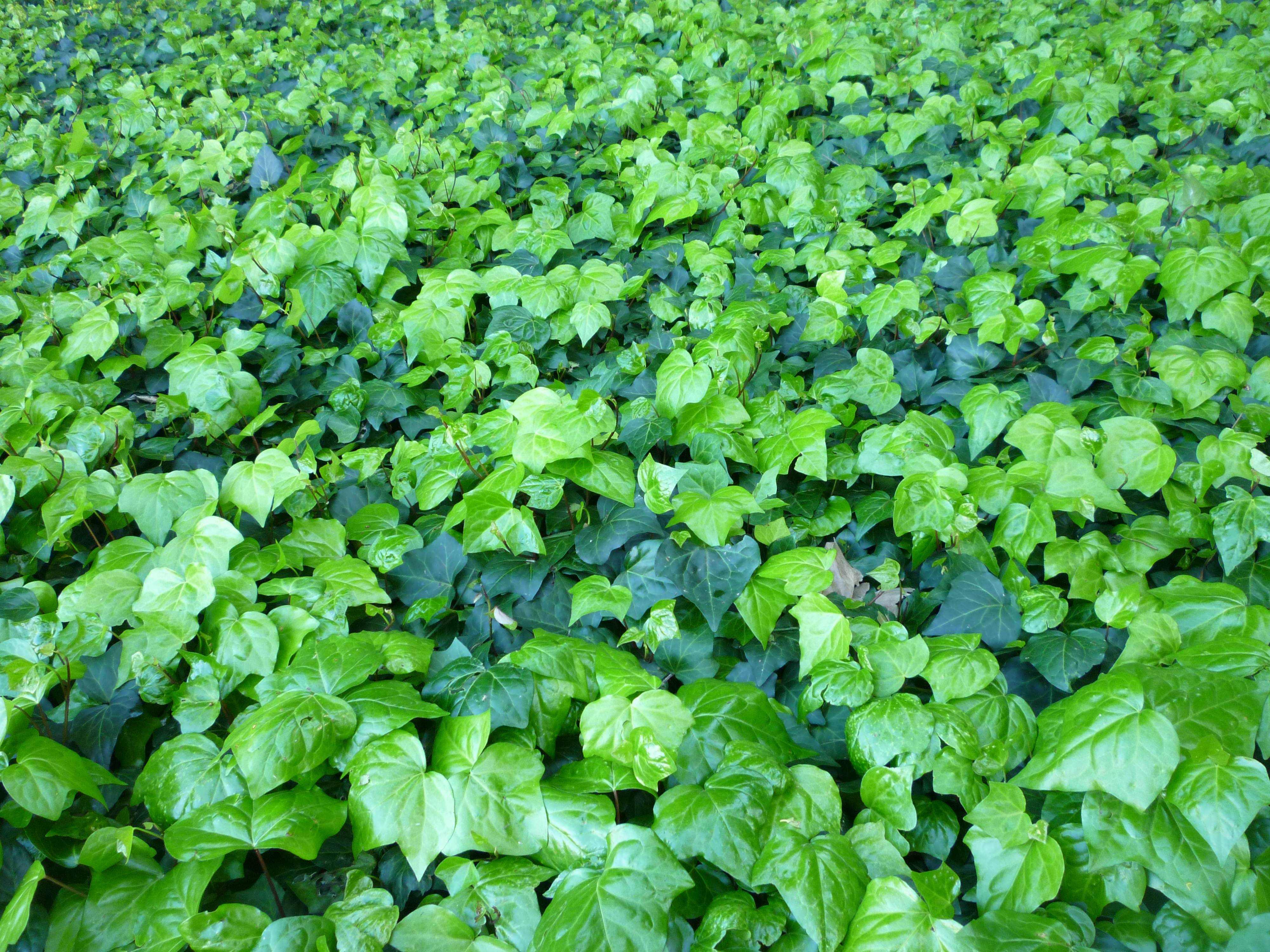
کاشت پاپیتال به عنوان پوشش سطحی فضای سبز شهری

این گیاه به هرس خاصی نیاز ندارد، اما در گیاه جوان شاخه‌ها و ساقه‌هایی را که ضعیف به نظر می‌رسند، حذف می‌نمایند تا رویش‌های قویتری رشد کنند. پس از تثبیت گیاه نیز هر از چندگاهی آن را سر شاخه زنی نمایید تا رشد آن کنترل شود. اما هیچگاه حذف شاخه‌ها و ساقه‌ها را تا محل ساقه‌های مسن تر از ۴ تا ۵ سال انجام ندهید، زیرا ساقه‌های با این سن، بسیار کند تجدید حیات می‌نمایند.
در مورد انواع ابلق نیز به محض ظهور شاخه‌های سبز یک دست آنها را حذف نمایید، چرا که این شاخه‌های سبز مقاوم‌تر هستند و اگر حذف نگردند، غالب شده و به تدریج شاخه ابلق در روی گیاه دیده نمی‌شود.
در مناطقی که احتمال نشستن گرد و غبار بر روی شاخه و برگ این گیاه وجود دارد نیز هر چند وقت یکبار گیاه را سرشاخه زنی نمایید.
اگر هدف شما از هرس، جوان نمودن یک گیاه پیر و نافرم است تمام شاخه‌ها و ساقه‌های گیاه را در راستای تکیه گاه به‌طور عمودی نگاه دارید و به کمک جاروی دستی آن را تمیز نمایید و شاخه‌های اضافی را حذف نمایید. در طول مدت یک ماه یا در همین حدود شاخه‌های برهنه به وسیله برگ‌های سبز و تازه پوشیده می‌شوند.